# Oscar Bendiener
Oscar Bendiener, modernisiert auch Oskar Bendiener, (* 6. März 1870 in Brünn; † 17. Jänner 1940 in Wien) war ein österreichischer Dramatiker, Journalist, Schriftsteller und Bahnbeamter.

## Leben
Oscar Bendiener war der Sohn des Brünner Kaufmanns Gottlieb Bendiener und dessen Ehefrau Helene geborene Popper. Nach dem Besuch des Gymnasiums studierte Oscar Bendiener u. a. Rechtswissenschaften an der Universität Wien. Dort promovierte er im Jahre 1897 zum Dr. jur. Im darauffolgenden Jahr sammelte er als Jurist praktische Erfahrungen an einem Gericht, 1899 übernahm er dann eine Advokatur.
1901 trat er als Beamter in den Dienst der Nordwest- und der Nordbahn. In seiner Freizeit war er ab 1903 als Journalist und Schriftsteller tätig, wobei er sich auf Dramen spezialisierte. Im Jahre 1922 schied er als Oberbahnrat aus dem Bahndienst und ging in den beamtenrechtlichen Ruhestand. Danach widmete er sich verstärkt der Schriftstellerei und Journalistik.

## Familie
Oscar Bendiener heiratete am 7. Mai 1902 Rudolfine (* 1873) geborene Stern, die Tochter von Markus und Henriette Stern aus Orlan in Österreich-Schlesien.

## Schriften (Auswahl)
- Der Richter, 1903.
- Schattenrisse, 1904.
- Der Beruf und das moderne Drama. In: Die Waage 7 (1904), Nr. 33, S. 751ff.
- Die Strecke. Eisenbahn-Drama in drei Akten, 1906, 1927 als Die Strecke verfilmt.
- Der pressierte Herr, 1909.
- Der Unbekannte, 1912.
- Der Renegat, 1920.
- Dalilah, 1923.

Einige seiner Bühnenstücke wurden am Raimund- und am Volkstheater in Wien aufgeführt.

## Verfilmungen
Am 15. März 1912 fand in Wien die Premiere des ersten großen (Stumm-)Films aus österreichischer Produktion statt, der auf dem Kriminaldrama Der Unbekannte von Oscar Bendiener basiert. Regie führte Luise Kolm.

## Belege
1. ↑  Siegfried Eisgrau: Oscar Bendiener gestorben. In: Aufbau, Bd. 6, Nr. 10 vom 8. März 1940, S. 7.

| Personendaten    | Personendaten                                                           |
| ---------------- | ----------------------------------------------------------------------- |
| NAME             | Bendiener, Oscar                                                        |
| ALTERNATIVNAMEN  | Bendiener, Oskar                                                        |
| KURZBESCHREIBUNG | österreichischer Dramatiker, Journalist, Schriftsteller und Bahnbeamter |
| GEBURTSDATUM     | 6. März 1870                                                            |
| GEBURTSORT       | Brünn                                                                   |
| STERBEDATUM      | 17. Januar 1940                                                         |
| STERBEORT        | Wien                                                                    |